# Distretto di Safranbolu
Il distretto di Safranbolu (in turco Safranbolu ilçesi) è uno dei distretti della provincia di Karabük, in Turchia.